# Parahollinella
Parahollinella is een geslacht van uitgestorven kreeftachtigen uit de klasse van de Ostracoda (mosselkreeftjes).

## Soorten
- Parahollinella hungarica Zalanyi 1974 †
- Parahollinella notabilis Belousova 1965 †
- Parahollinella visnyoensis Kozur 1985 †